# Nölke (Unternehmen)
Die Gebr. Nölke GmbH & Co. KG ist ein deutsches Unternehmen mit Sitz in Versmold (Westfalen), das heute als Lebensmittellieferant mit Zielgruppe gewerblicher Abnehmer tätig ist. Lange Zeit war das Unternehmen in der Fleischwarenindustrie tätig, bekannte Marken des Unternehmens waren Müritzer, Menzefricke und Gutfried. Das Unternehmen führte ab 1968 Geflügelwurst in den deutschen Markt ein. Im Jahr 2004 rangierte die Nölke-Gruppe mit einem Jahresumsatz von 430 Mio. € auf Platz 4 der 10 größten Unternehmen der Geflügelbranche, im Jahr 2008 auf Platz 100 der größten Partner des Lebensmittelhandels. Am 18. Dezember 2014 wurde bekanntgegeben, dass die Zur Mühlen Gruppe große Teile des Unternehmens vorbehaltlich der Zustimmung durch das Kartellamt, aber insbesondere mit Ausnahme der Frischdienst Union GmbH (FDU), übernimmt. 2015 stimmte das Kartellamt der Übernahme zu. Seit 2015 ist daher die Gebr. Nölke GmbH & Co. KG nur mehr eine Holding ohne eigene Produktion, ein operatives Geschäft führt nur noch die Frischdienst Union GmbH mit ihren Tochterfirmen.

## Geschichte
Das Unternehmen wurde 1924 von den vier Brüdern Heinrich, Gustav, Oskar und Otto Nölke gegründet.
Das Unternehmen führte als erstes ab 1968 die Produktgruppe Geflügelwurst in den deutschen Lebensmittelmarkt ein. Am 29. April 1971 meldete es die Marke Gutfried beim Deutschen Patent- und Markenamt an. Als Markenbotschafter des Unternehmens warben von 2004 bis 2012 der TV-Moderator Johannes B. Kerner und seine Ehefrau, die ehemalige Hockeynationalspielerin Britta Becker für Gutfried.
1991 erwarb Nölke den seit 1977 bestehenden ehemaligen VEB Fleischverarbeitung Waren. Nachdem das Unternehmen zunächst als „Müritzer Fleisch- und Wurstwaren GmbH“ firmierte, wurde es 2004 in „Heinrich Nölke GmbH & Co. KG Betrieb Waren/Müritz“ umbenannt. Weiterhin übernahm das Unternehmen die Märkische Truthahnspezialitäten GmbH in Brandenburg und die Mutzschen Truthahn GmbH in Sachsen.
Im Jahr 2009 durchsuchte das Bundeskartellamt bei einer deutschlandweiten Razzia die Geschäftsräume von Nölke als einem von 19 Wurstwarenherstellern. Die Behörde vermutete Preisabsprachen im großen Stil. Dem Vernehmen nach kooperiert Nölke in diesem Verfahren mit dem Kartellamt. 2014 verhängte das Bundeskartellamt gegen 21 Wurstunternehmen, darunter Heinrich Nölke, eine dreistellige Millionenstrafe wegen illegaler Preisabsprachen.
Im Dezember 2010 kritisierte die Verbraucherschutzorganisation Foodwatch Produkte der Nölke-Marke Gutfried.
Foodwatch erklärte, die Puten-Cervelatwurst des Unternehmens bestehe knapp zur Hälfte aus Schweinefleisch. Die Organisation sprach in diesem Zusammenhang von „dreister Verbrauchertäuschung“, da die entsprechende Angabe nur im Kleingedruckten der Verpackung zu finden sei. Vertreter von Nölke widersprachen und erklärten, sie wüssten durch die Ergebnisse ihrer Marktforschung, dass die Verwender auf die Zutatenliste schauen. Das Schweinefleisch sei transparent auf der Liste aufgeführt, von Täuschung könne deshalb keine Rede sein. Im März 2011 gab das Unternehmen bekannt, künftig die Rezepturen für seine Puten-Mettwurst und Puten-Cervelatwurst zu ändern und wie bei allen anderen Produkten der Marke Gutfried kein Schweinefleisch mehr zu verwenden. Nölke begründete diesen Schritt damit, die Hinweise seiner Kunden ernst zu nehmen. Medien führten dies auf die Kritik der Verbraucherschutzorganisation zurück.
Im Februar 2015 gab Nölke die Schließung der Werke Waren, Wusterhausen und Menzefricke bekannt. Die Marke Menzefricke diente der Vermarktung von Rohwurst-Produkten (z. B. Rinder-/Schweine-Salami) im Premiumsegment.
Durch die Abspaltung und den Verkauf der Produktionsbereiche sank der Umsatz von 216,9 Mio. € im Jahr 2011 auf 80,3 Mio. € im Jahr 2018, und die Mitarbeiterzahl fiel von 1076 im Jahr 2011 auf 246 im Jahr 2018.

## Konzernstruktur
Die Gebr. Nölke GmbH & Co. KG ist die Holding der Nölke-Gruppe, die sich bis 2015 aus den Unternehmensbereichen Nölke und Frischdienst Union zusammensetzte. Der Unternehmensbereich Nölke unter Leitung der Heinrich Nölke GmbH & Co. KG produziert und vertreibt Wurstwaren, er wurde 2015 an die Zur-Mühlen-Gruppe verkauft; der Unternehmensbereich Frischdienst Union unter Leitung der Frischdienst Union GmbH vertreibt Produkte verschiedener Hersteller im Großhandel an Großverbraucher und Fachgeschäfte.
Zur Nölke-Gruppe gehören folgende Tochterunternehmen (Stand Ende 2018):
- Gebr. Nölke Geschäftsführungs-GmbH, Versmold (100 %)
- Frischdienst Union GmbH, Versmold (100 %)
  - Frischdienst Union Nord-West GmbH, Versmold (100 %)
  - Frischdienst Union Mitte-Ost GmbH, Versmold (100 %)
  - Frischdienst Union Süd GmbH, Versmold (100 %)
  - WKH Food Service GmbH, Schäftlarn